# Reação de Suzuki
A Reação de Suzuki é uma reação orgânica de um ácido borônico de arila ou vinil com um haleto de arila ou vinil catalisado por um complexo de paládio de valência 0.
É largamente utilizada para sintetizar poli-alcenos, estirenos e bifenilas substituídas, e foi estendida para incorporar brometos de alquila.
A reação de Suzuki foi publicada em 1979 por Akira Suzuki, que recebeu o prêmio Nobel de Química em 2010 pela descoberta. Em 2018, a reação de Suzuki foi transferida para uma operação heterogênea com sucesso.

## Mecanismo
O mecanismo de reação da reação de Suzuki é melhor descrito pela perspectiva do catalisador de paládio. A primeira etapa é a adição oxidativa do paládio ao haleto, (2) para formar o composto organo-paládio  (3), a reação com uma base dá o intermediário 4, que por intermédio de uma transmetalação  com o complexo borônico 6 gera o composto organo-paládio 8. A eliminação redutiva do produto desejado 9 restaura o catalisador de paládio original.

## Aplicações
A reação de Suzuki é mundialmente utilizada para facilitar a ligação entre os átomos de carbono na criação da estrutura da diazonamida A, eficaz contra células cancerígenas no colo do útero.